# Парижская улица в дождливую погоду
«Парижская улица в дождливую погоду» (фр. Rue de Paris, temps de pluie) — картина французского художника Гюстава Кайботта (Gustave Caillebotte, 1848—1894), написанная в 1877 году. Хранится в Институте искусств в Чикаго (инв. 1964.336). Размер — 212,2 × 276,2 см. Полотно впервые было показано на 3-й выставке импрессионистов в апреле 1877 года. Картина также известна под названиями «Парижская улица. Дождь», «Дождливый день в Батиньольском квартале» и другими.
Куратор искусства Глория Грум описала работу как «великую картину городской жизни конца XIX века». Издание же «Событие» писало: «Рисунок хорошего качества, но художник забыл нарисовать дождь».

## История

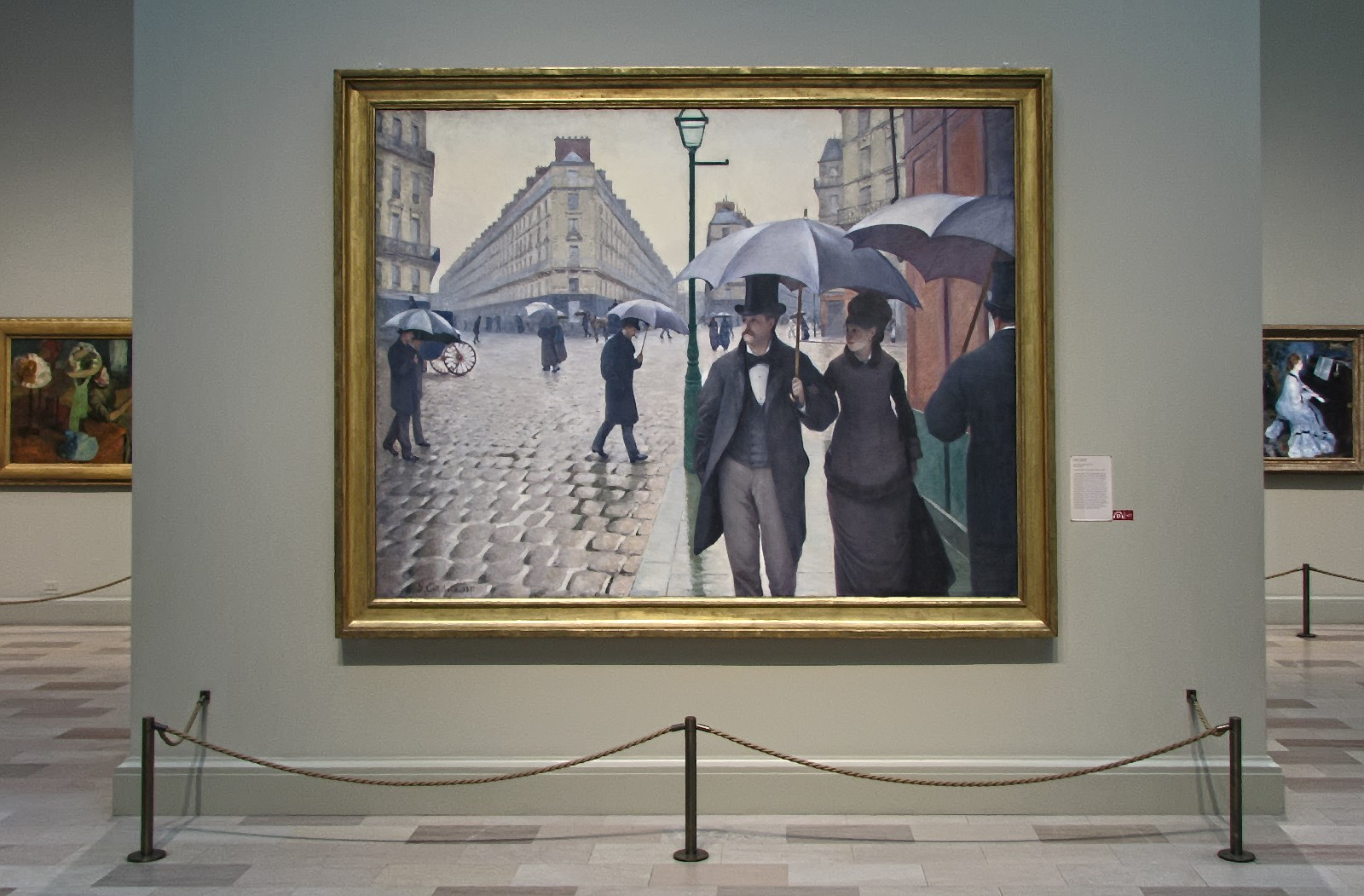
Расположение картины в музее

Впервые эта картина была выставлена на 3-й выставке импрессионистов в апреле 1877 года, вместе с другими картинами Кайботта, среди которых, в частности, были «Мост Европы» и «Маляры фасадов».
После смерти Гюстава Кайботта в 1894 году она перешла к его брату Марсиалю и затем оставалась у родственников художника и их потомков в течение 60 лет. В 1954 году картина была продана американскому промышленнику Уолтеру Перси Крайслеру, основателю автомобильной корпорации Chrysler, а в 1964 году была приобретена Чикагским институтом искусств, где и находится до сих пор, в коллекции европейской живописи и скульптуры.

## Описание

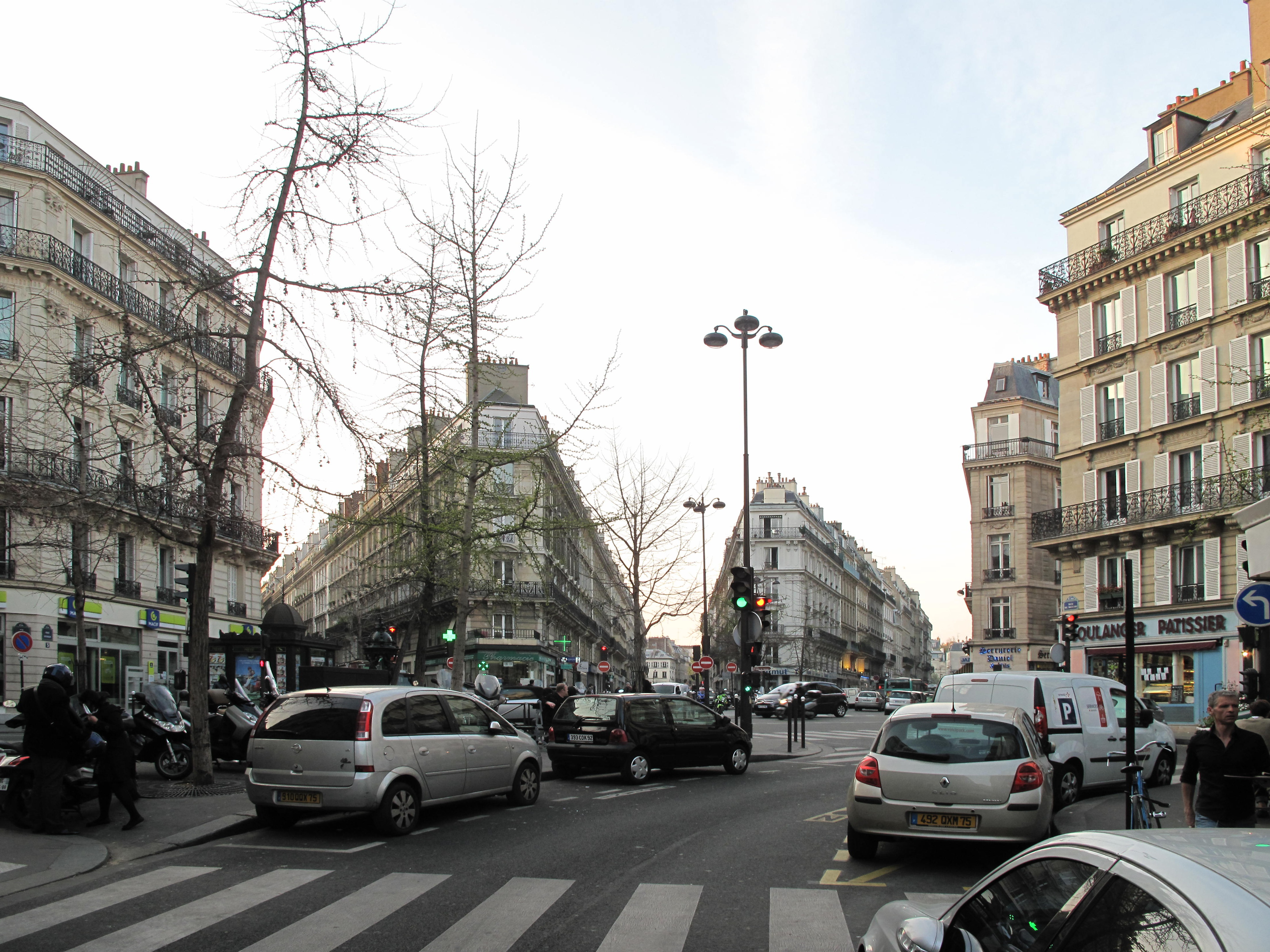
То же самое место, 2011 год

На картине изображена площадь Дюблен со стороны улицы Тюрен, вблизи её пересечения с улицей Моску — это место находится немного к северу от парижского вокзала Сен-Лазар. В то время это были новые кварталы быстро развивавшегося города.
Интересна композиция картины и изображение перспективы. Столб газового фонаря и воображаемая линия горизонта делят картину на четыре квадранта. В правой части на переднем плане находится пара хорошо одетых людей, мужчина и женщина. Нижняя часть их ног обрезана, что подчёркивает их движение к зрителю. Кажется, что все люди, изображённые на среднем и заднем плане, движутся в разных направлениях и не смотрят друг на друга. Этим подчёркивается безличность и анонимность отдельных людей на новых широких бульварах города. Эффект перспективы достигается тем, что размер фигур на заднем плане с расстоянием уменьшается гораздо быстрее, чем в реальности.

## Критика
Эмиль Золя, часто критиковавший Кайботта, высоко оценил эту работу в статье «Notes parisiennes: Une exposition: les peintres Impressionnistes», опубликованной в Le Sémaphore de Marseille в 1877 году.
Исследователь творчества Кайботта Кирк Варнедо так писал про эту картину:
Надо признать, что это — шедевр Кайботта. Да, им были созданы многие другие интересные и важные картины, но ни одна из них не является столь монументальной (примерно семь на десять футов), такой сложной и такой бесконечно завораживающей, как этот просторный перекрёсток, пропитанный спокойной и прохладной атмосферой дождливого дня. Это одна из самых красивых и нежных его картин. Оригинальный текст (англ.)This is, to waste no words, Caillebotte's masterpiece. Many of his other pictures are appealing and important, but none is so monumental (approximately seven by ten feet), so complex, and so endlessly spell-binding as this vast intersection in the still, cool air of a rainy day. It is also one of the most lovely and subtle of his paintings.